# Max Hermann Ramdohr
Max Hermann Ramdohr (* 30. Oktober 1864 in Wansleben am See; † 14. Mai 1942 Berlin-Zehlendorf) war ein deutscher Jurist, Autor zahlreicher Bücher zur Rechtswissenschaft und bis 1930 Präsident des Landgerichts I in Berlin.

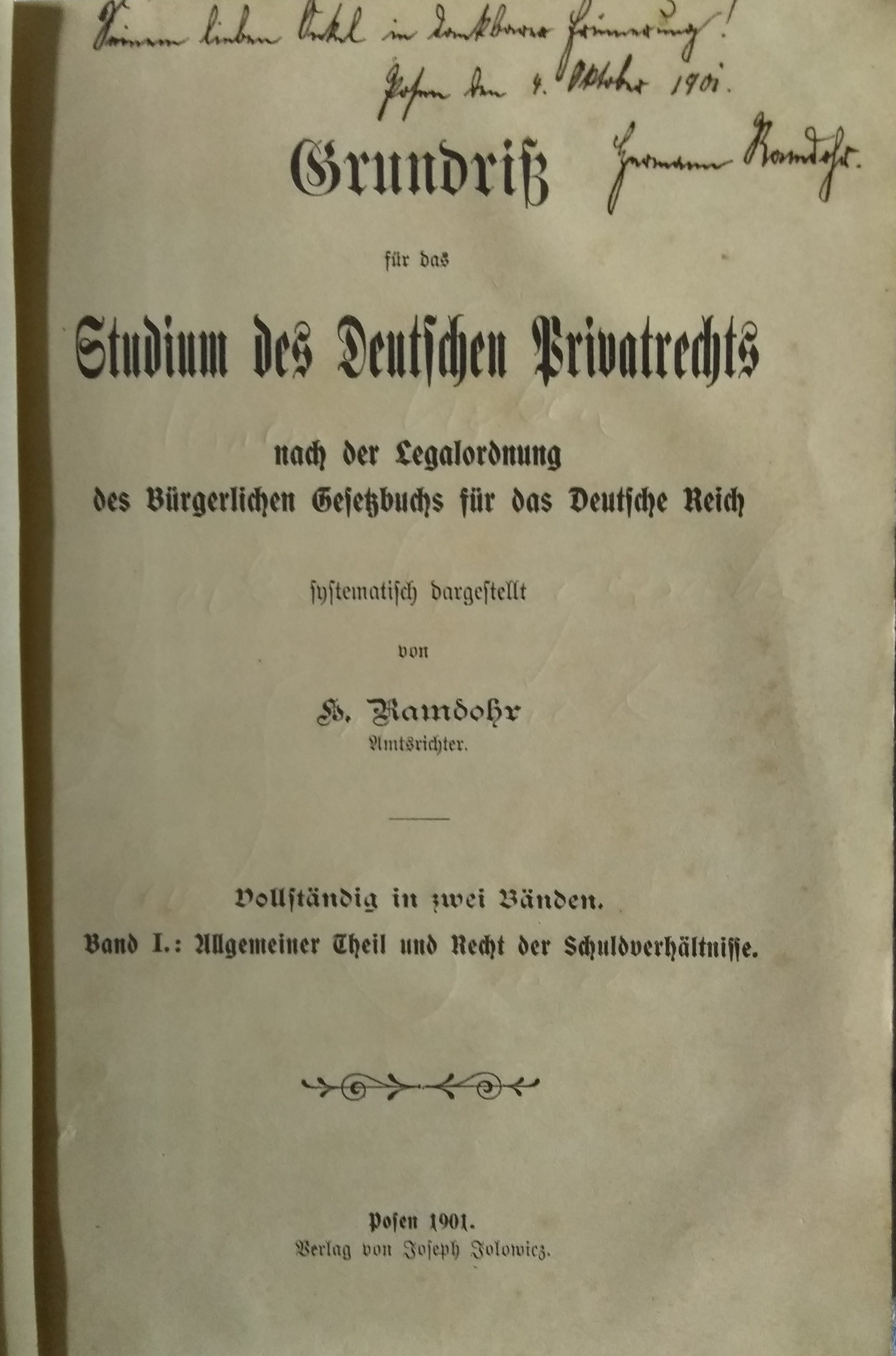
Widmung des Hermann Ramdohr, in seinem Buch Grundriss für das Studium des deutschen Privatrechts, 1901

## Herkunft
Sein Vater war Hermann Rudolf Ramdohr (* 3. September 1837 Aschersleben; † 5. Februar 1889 in Wansleben), der bis 1869 Bergbau-Beamter und dann Ziegeleibesitzer in Wansleben bei Teutschenthal war. Seine Mutter war Friedrike Henriette Minna Hoeschel (* 6. November 1840), Tochter des Gutsbesitzers Gottfried August Hoeschel in Wansleben. Zu seinen Onkels zählten der Erfinder Ludwig Gottlieb Ramdohr sowie Gustav Adolf Ramdohr, der Großvater von Lilo Ramdohr.

## Laufbahn
Hermann Ramdohr (erheblich häufiger gebraucht als der volle Name: Max Hermann Ramdohr) besuchte 1882 die Klasse Tertia a1, 1884 die Secunda a2 im Stadtgymnasium Halle (Saale). Ab 1. Juni 1889 arbeitete er als Gerichtsreferendar. Um 1893 war er Unterleutnant der Reserve im Magdeburger Feldartillerie-Regiment. Nr. 4 und war 1896 Gerichtsassessor beim Amtsgericht in Mogilno. Um 1899 war er Landrichter in Gnesen. Im nächsten Jahr war er am Amtsgericht in Posen tätig und publizierte zur Theorie des Rechtsscheins. Ab 1901 war er Amtsrichter und wohnte in der Friedrichstraße 28 in Posen. Ab etwa 1910 lautete seine Adresse Neue Gartenstraße 52 und er war Oberlandesgerichtsrat am Oberlandesgericht Posen, bis er 1917 zum dortigen Oberlandesgerichtspräsidenten befördert wurde. Am 30. November 1917 wurde ihm die Ehrendoktorwürde (Dr. h.c.) der Universität Berlin verliehen. Im Krieg war er um 1917 bis 1918 zeitweise kaiserlicher deutscher Obergerichtspräsident in Warschau und erhielt das Eiserne Kreuz II. Klasse. Um 1918 war er kurz Präsident des Landgerichts Dortmund, bevor er 1919 zum Präsident des Landgerichts I in Berlin berufen wurde. Am 1. April 1930 trat er in den Ruhestand und wohnte zuletzt mit 77 Jahren in Berlin-Zehlendorf West in der Bülowstraße 2a. Am 20. Mai 1942 fand seine Beisetzung (Krematorium) in Berlin-Wilmersdorf (Berliner Straße) statt.

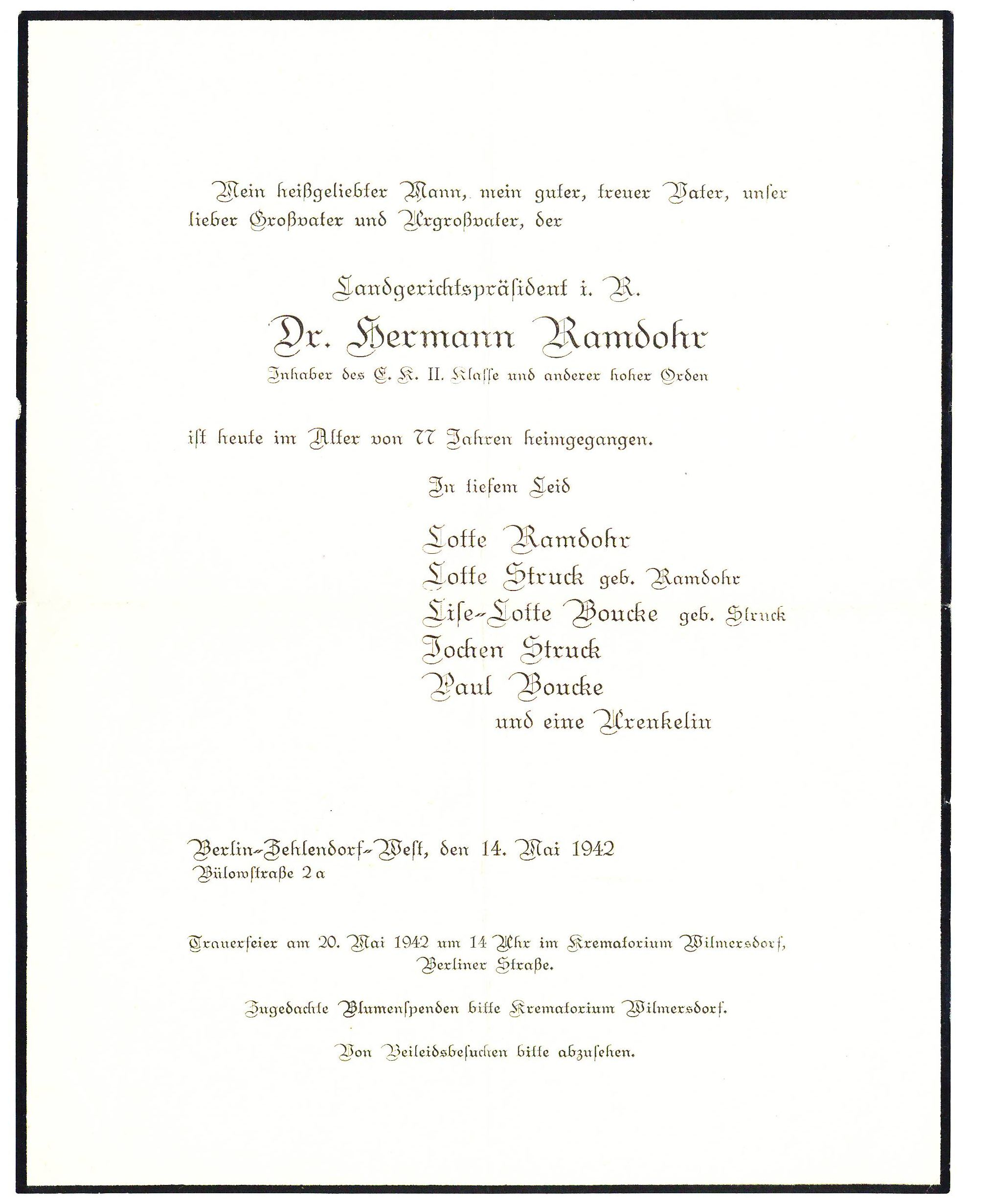
Sterbeanzeige Hermann Ramdohr, Berlin 1942

## Familie
Seine Ehefrau (evtl. aus Posen) trug den Vornamen Lotte, ebenso wie seine Tochter.
- Lotte, vermählt mit Dr. Jochen Struck, Lüdenscheid (Oberarzt im Krankenhaus dort)
  - Lise-Lotte geb. Struck, vermählt mit Paul Boucke, mindestens 1 Tochter[4]

## Werke (Auszug)
- Landrichter Ramdohr in Gnesen: Zur Kritik der Theorie von den Persönlichkeitsrechten in: Blatt für Patent-, Muster- und Zeichenwesen. Fünfter Jahrgang, 1899 (Hrsg. Kaiserliches Patentamt) Berlin, Carl Heymanns Verlag (1899)
- Hermann Ramdohr: Das Rechtsprinzip zum Schutze mangelhafter menschlicher Erkenntnisfähigkeit im B.G.B.; § 7. Der Außenschutz: Vollmachten, Vereins-, Güterrechtsregister, Erbscheine, Zeugnisse für Testamentsvollstrecker sowie über die Fortsetzung der Gütergemeinschaft, Todeserklärungen; Gruchots Beiträge Bd. 44, S. 801 bis 820 (1900)
- Amtsrichter Ramdohr in Posen: Grundriss für das Studium des deutschen Privatrechts nach der Legalordnung des Bürgerlichen Gesetzbuches für das Deutsche Reich (zwei Bände, Verlag Joseph Jolowicz, Posen 1901 und 1902)
- Amtsrichter Ramdohr in Posen: Rechtsmißbrauch (Ueber den Rechtsschutz der dem Patentamt und den Musterregisterbehörden überreichten Beschreibungen); in Beiträge zur Erläuterung des deutschen Rechts (Jg. 46), Seite 806 (Verlag G. Grote, 1902)
- Hermann Ramdohr: Das Familienfideikommiss im Gebiete des preußischen Allgemeinen Landrechts, Verlag Franz Vahlen, Berlin 1909 (Digitalisat)
- Kaiserlicher Deutscher Obergerichtspräsident Ramdohr: Das Justizwesen im Generalgouvernement Warschau (Vortrag am 14. April 1917)[5]